# Dryopteris khullarii
Dryopteris khullarii är en träjonväxtart som beskrevs av Fraser-jenk. Dryopteris khullarii ingår i släktet Dryopteris och familjen Dryopteridaceae. Inga underarter finns listade.